# BHLHB2
BHLHB2‏ (Basic helix-loop-helix family member e40) هوَ بروتين يُشَفر بواسطة جين BHLHB2 في الإنسان.